# Curtis McDowald
Curtis McDowald (New York, 23 gennaio 1996) è uno schermidore statunitense, specializzato nella spada.

## Palmarès
- Campionati panamericani

L'Havana 2018: bronzo nella spada individuale.